# Труди Канаван
Труди Канаван (на английски: Trudi Canavan) е австралийска писателка на фентъзи романи.

## Биография и творчество
Труди Канаван е родена на 23 октомври 1969 г. в Мелбърн, Австралия.
Преди да започне да се занимава с писане, работи в компания за графичен дизайн.
Известна е с фентъзи трилогиите си „Черният магьосник“, „Ерата на петимата“ и „Предателят шпионин“.

### Поредица за Киралия

#### Трилогия „Черният магьосник“ (The Black Magician Trilogy)
1. The Magicians' Guild (2001)
Гилдията на магьосниците, изд. „MBG Books“ (2011), прев. Мирела Стефанова[2]
2. The Novice (2002)
Избраница, изд. „MBG Books“ (2012), прев. Мирела Стефанова
3. The High Lord (2003)
Върховният повелител, изд. „MBG Books“ (2012), прев. Мирела Стефанова[3]

- „Чиракът на магьосника“, The Magician's Apprentice (2009) – предистория на трилогията за Черния магьосник

#### Трилогия „Изменникът шпионин“ (The Traitor Spy Trilogy)
(продължение на трилогията за Черния магьосник)
1. The Ambassador's Mission (2010)
Мисията на посланика, изд. „MBG Books“ (2012), прев. Мирела Стефанова
2. The Rogue (2011)
Отстъпница, изд. „MBG Books“ (2012), прев. Мирела Стефанова
3. The Traitor Queen (2012)
Кралицата на изменниците, изд. „MBG Books“ (2012), прев. Мирела Стефанова

### Поредица за Итания

#### Серия „Ерата на петимата“ (The Age of the Five Trilogy)
1. Priestess of the White (2005)
Жрицата в бяло, изд.: „Вакон“, София (2010), прев. Златка Михова [4]
2. Last of the Wilds (2006)
Последната от необузданите, изд.: „Вакон“, София (2012), прев. Владимир Пенов [5]
3. „Глас от боговете“, Voice of the Gods (2006)

### Серия „Правило за хилядолетието“ (Millennium's Rule)
1. Thief's Magic (2014)
Открадната магия, изд. „MBG Books“ (2015), прев. Радин Григоров
2. „Angel of Storms“ (2015)
3. „Successor’s Son“ (2016)
4. Maker's Curse (2020)

### Разкази
- „Шепотът на децата на мъглата“, Whispers of the Mist Children (1999) – награда Ауреалис
- „Желание за усъвършенстване“, Room for Improvement
- „Лудият чирак“, The Mad Apprentice[6][7]